# Межевой (Красноармейский район)
Межевой — посёлок в Красноармейском районе Челябинской области России. Входит в состав Шумовского сельского поселения.

## География
Посёлок находится на северо-востоке Челябинской области, в лесостепной зоне, к северу от озера Мыркай, на расстоянии 15 километров (по прямой) к северу от села Миасского, административного центра района. Абсолютная высота 193 метра над уровнем моря.

## Население
| 2002 | 2010 |
| ---- | ---- |
| 10   | ↗11  |

Гендерный состав
По данным Всероссийской переписи населения 2010 года в гендерной структуре населения мужчины составляли 54,5 %, женщины — 45,5 %.
Национальный состав
Согласно результатам переписи 2002 года, в национальной структуре населения русские составляли 100 %.

## Улицы
Уличная сеть посёлка состоит из пяти улиц.